# S/2003 J 15
S/2003 J 15 je retrográdní nepravidelný přirozený satelit planety Jupiter. Byl objeven v roce 2003 skupinou astronomů z Havajské univerzity vedených Scottem S. Sheppardem.
S/2003 J 15 má v průměru asi ~2 km, jeho průměrná vzdálenost od Jupitera činí 22,721 Mm, oběhne jej každých 699,6 dnů, s inklinací 142° k ekliptice (142° k Jupiterovu rovníku) a excentricitou 0,0932. S/2003 J 15 patří do rodiny Ananke.